# George J. Mathew
 (août 2023).
La mise en forme du texte ne suit pas les recommandations de Wikipédia : il faut le « wikifier ».
Les points d'amélioration suivants sont les cas les plus fréquents. Le détail des points à revoir est peut-être précisé sur la page de discussion.
- Les titres sont pré-formatés par le logiciel. Ils ne sont ni en capitales, ni en gras.
- Le texte ne doit pas être écrit en capitales (les noms de famille non plus), ni en gras, ni en italique, ni en « petit »…
- Le gras n'est utilisé que pour surligner le titre de l'article dans l'introduction, une seule fois.
- L'italique est rarement utilisé : mots en langue étrangère, titres d'œuvres, noms de bateaux, etc.
- Les citations ne sont pas en italique mais en corps de texte normal. Elles sont entourées par des guillemets français : « et ».
- Les listes à puces sont à éviter, des paragraphes rédigés étant largement préférés. Les tableaux sont à réserver à la présentation de données structurées (résultats, etc.).
- Les appels de note de bas de page (petits chiffres en exposant, introduits par l'outil «  Source ») sont à placer entre la fin de phrase et le point final[comme ça].
- Les liens internes (vers d'autres articles de Wikipédia) sont à choisir avec parcimonie. Créez des liens vers des articles approfondissant le sujet. Les termes génériques sans rapport avec le sujet sont à éviter, ainsi que les répétitions de liens vers un même terme.
- Les liens externes sont à placer uniquement dans une section « Liens externes », à la fin de l'article. Ces liens sont à choisir avec parcimonie suivant les règles définies. Si un lien sert de source à l'article, son insertion dans le texte est à faire par les notes de bas de page.
- La présentation des références doit suivre les conventions bibliographiques. Il est recommandé d'utiliser les modèles {{Ouvrage}}, {{Chapitre}}, {{Article}}, {{Lien web}} et/ou {{Bibliographie}}. Le mode d'édition visuel peut mettre en forme automatiquement les références.
- Insérer une infobox (cadre d'informations à droite) n'est pas obligatoire pour parachever la mise en page.

Pour une aide détaillée, merci de consulter Aide:Wikification.
Si vous pensez que ces points ont été résolus, vous pouvez retirer ce bandeau et améliorer la mise en forme d'un autre article.
 (janvier 2025).
Pour les articles homonymes, voir Mathew.

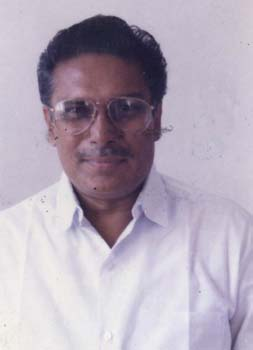
Portrait de M. Mathew pour les élections législatives

George J. Mathew  d͡ʒoːrd͡ʒ d͡ʒe mæθju  (né le 3 août 1939) est un homme politique indien et un dirigeant du Congrès originaire du district de Kottayam. Il a été membre de l'Assemblée législative de Kanjirappally de 1991 à 2006 ainsi qu'un ancien membre de la Lok Sabha,,.

## Jeunesse et éducation
M. George est né le 3 août 1939 de KV Mathew et Thresyamma Mathew dans un village appelé « Koottikal » du taluk de Kanjirapalli dans le district de Kottayam. Il a fréquenté l'École européenne de Bangalore ainsi que le Madras Loyola College . Sa plus haute qualification est un diplôme de bachelier en sciences (BSc).

## Carrière politique
M. George, qui a entamé sa carrière politique en tant que militant du Congrès, a rejoint le parti Kerala Congress en 1964 lors de sa formation, mais a par la suite quitté le Kerala Congress en 1983 et est revenu à son parti d'origine, le Parti du Congrès national indien, après que les divisions au sein du parti aient persisté. De 1977 à 1980, il a été élu membre de la Lok Sabha de la circonscription de Muvattupuzha. De 1991 à 2006, il a été membre de l'Assemblée législative de Kanjirapally pendant 15 années consécutives,.

## Élections auxquelles il a participé

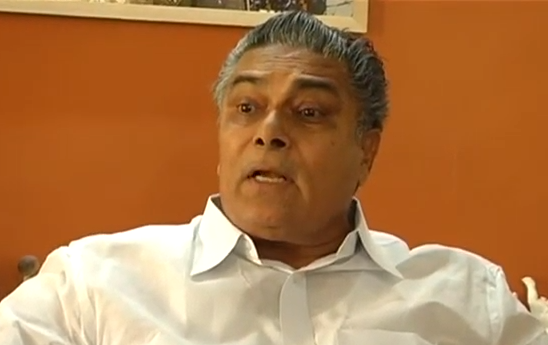
M. Mathew assistant à une interview par les journalistes de Kanjirappilly

| Année | Circonscription électorale               | Candidat gagnant        | Parti/Affiliation    | Opposition primaire     | Parti/Affiliation | Opposition secondaire | Parti/Affiliation |
| ----- | ---------------------------------------- | ----------------------- | -------------------- | ----------------------- | ----------------- | --------------------- | ----------------- |
| 1980  | Circonscription de Muvatupuzha Lok-Sabha | George Joseph Mundakkal | Candidat indépendant | George J. Mathew        | Congrès du Kerala |                       |                   |
| 1977  | Circonscription de Muvatupuzha Lok-Sabha | George J. Mathew        | Congrès du Kerala    | KM Joseph Kuruppamadham | KC P              |                       |                   |